# 1460 Haltia
1460 Haltia је астероид главног астероидног појаса са средњом удаљеношћу од Сунца која износи 2,544 астрономских јединица (АЈ).
Апсолутна магнитуда астероида је 13,1 а геометријски албедо 0,216.